# Gerstland (Samerberg)

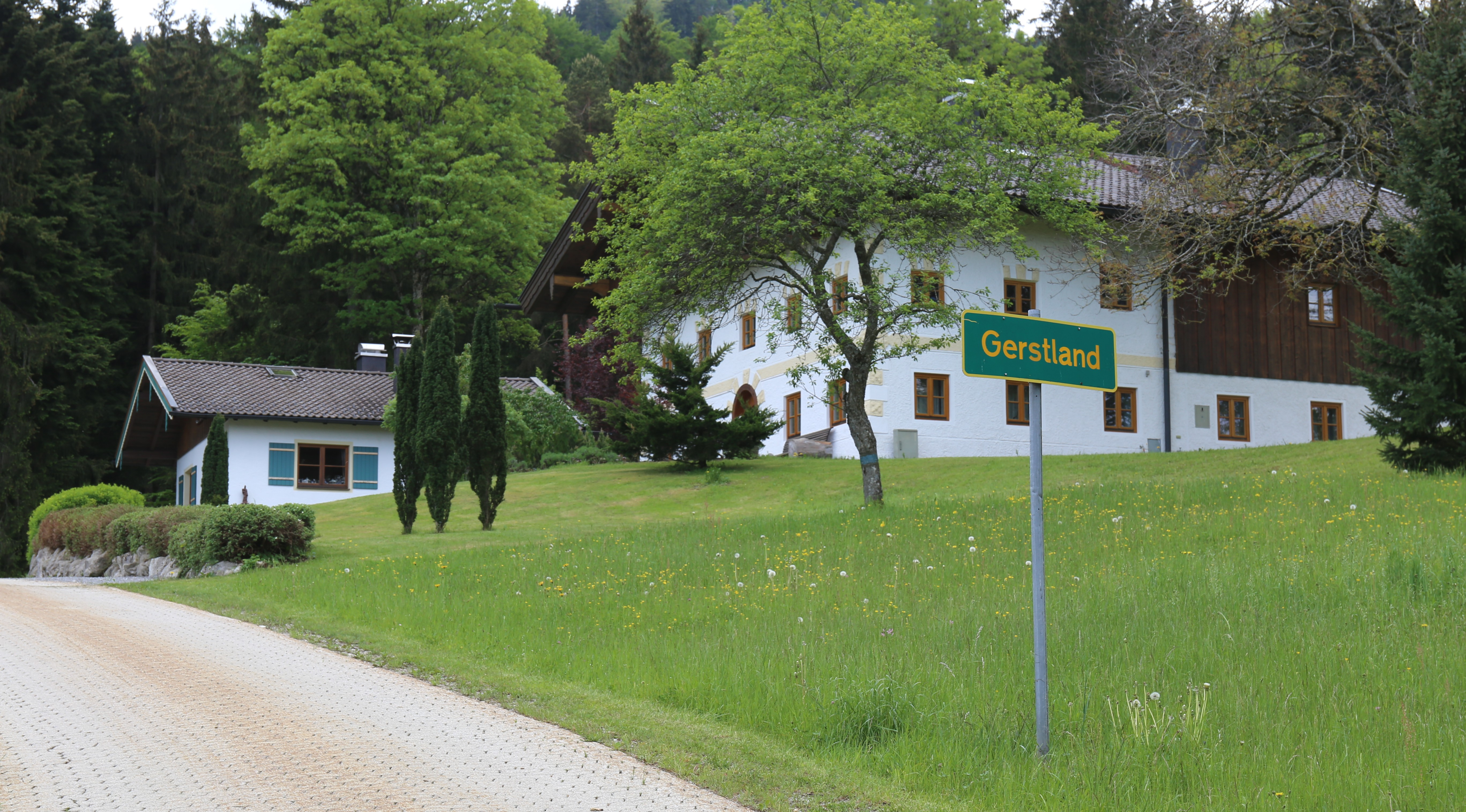
Einzelsiedlung Gerstland am nördlichen Fuße des Heubergs, aus nordöstlicher Richtung gesehen

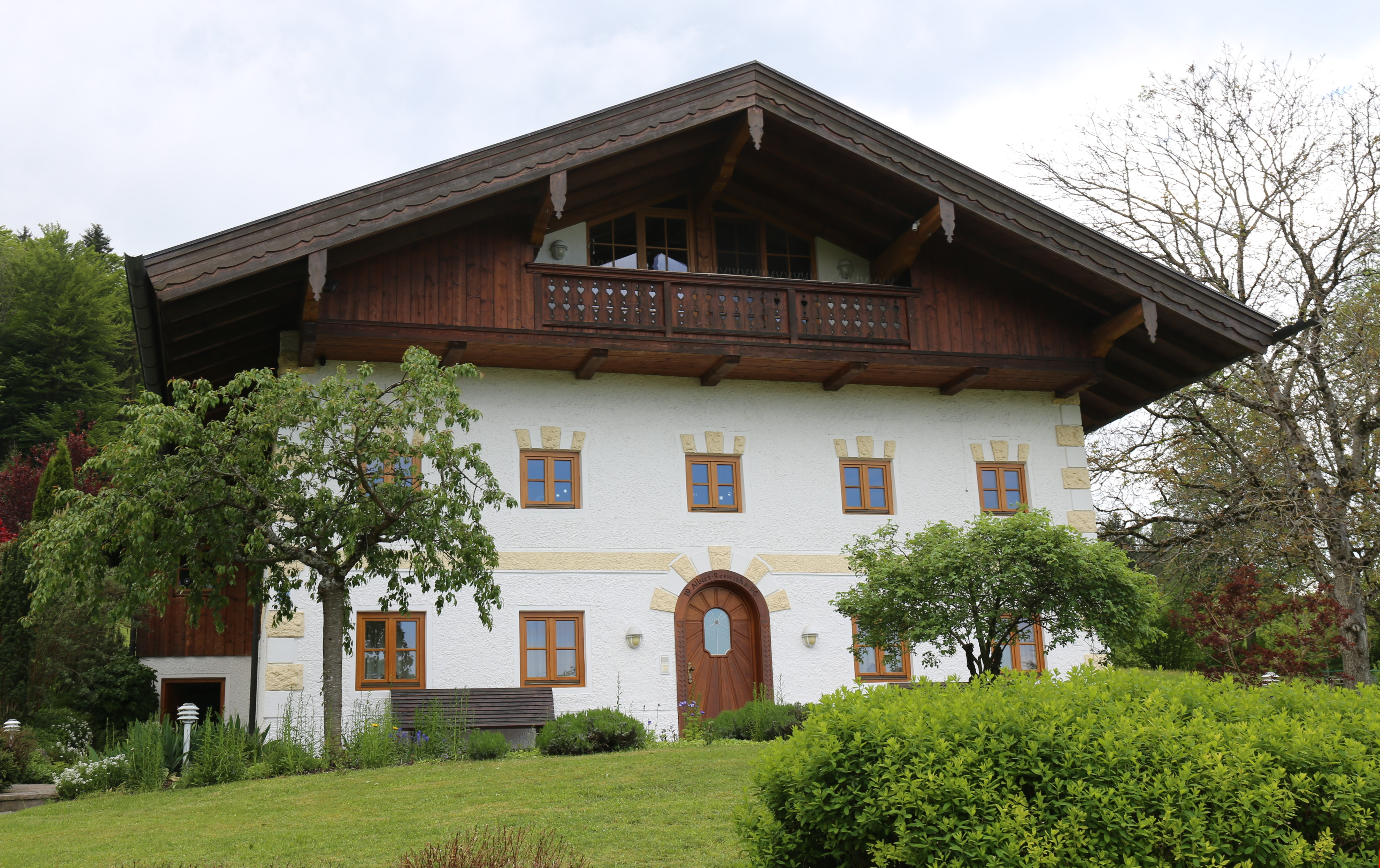
Gerstland 1

Gerstland ist ein Gemeindeteil von Samerberg im Landkreis Rosenheim, Regierungsbezirk Oberbayern in der Gemarkung Roßholzen.

## Geographische Lage
Die Gemeindeteile von Samerberg liegen östlich des Inns räumlich verstreut auf einem etwa sieben Kilometer langen hügeligen Hochplateau in ca. 600 bis 750 m Höhe ü. NHN zwischen Nußdorf im Inntal im Südwesten und Frasdorf an der Autobahn A 8 München–Salzburg im Nordosten. Die Einzelsiedlung Gerstland befindet sich am südlichen Rand des Wohngebiets Samerberg auf einer Anhöhe am nördlichen Fuß des Heubergs in einer Höhe von 708 m ü. NHN an der Grenze zu Nußdorf, südwestlich von Grainbach und östlich von Nußdorf.

## Geschichte
Gerstland war lange ein Einödhof. Heute (2020) hat die Einzelsiedlung zwei Wohngebäude und eine bewohnbare Hütte.
Der Ort gehörte früher zur politischen Gemeinde Roßholzen. Im Jahr 1969 wurde in Roßholzen, Grainbach, Steinkirchen und Törwang eine Volksbefragung durchgeführt, um darüber zu entscheiden, ob die vier bis dahin eigenständigen Gemeinden zu einer einzigen Gemeinde mit Verwaltungssitz in Törwang vereinigt werden sollten. Es entschieden sich 88 % der Wähler für dieses Vorhaben, und am 1. Januar 1970 wurde die neue Gemeinde Samerberg durch die Zusammenlegung von Grainbach, Roßholzen, Steinkirchen und Törwang gebildet. Seither ist Gerstland ein Gemeindeteil von Samerberg.

### Demographie
| Jahr | Einwohnerzahl | Anmerkungen                                                                      |
| ---- | ------------- | -------------------------------------------------------------------------------- |
| 1817 | sechs         | am Jahresende 1817, in einem Haus                                                |
| 1824 | sechs         | zwei Familien, in einem Haus, gezählt im Verwaltungsjahr 1823/24 des Isarkreises |
| 1861 | vier          | zwei Gebäude                                                                     |
| 1871 | fünf          | am 1. Dezember 1871, ein Wohngebäude                                             |

## Verkehr
Die Einöde Gerstland liegt am Ende einer befestigten gewundenen Stichstraße, die von der Landstraße abzweigt, die von dem Weiler Holzmann aus an der Gaststätte ‚Jägerhäusl‘ vorbei in südlicher Richtung zum Weiler Mühlthal und von dort aus nach Nußdorf am Inn führt. Die Abzweigung, die auf eine Anhöhe unterhalb des Heubergs führt, befindet sich an der Stelle des an der Straße liegenden kleinen Wasserkraftwerks mit Staubecken. Die betreffende Landstraße nach Nußdorf ist von Holzmann aus gesehen nach etwa einem Kilometer für den öffentlichen Kraftfahrzeugverkehr gesperrt. Die Stichstraße führt an den Weilern Brennbichl und Gritschen vorbei. Die Entfernung talabwärts nach Roßholzen beträgt etwa fünf Straßenkilometer.

## Sehenswürdigkeiten
- Westlich von Gerstland befindet sich die Wallfahrtskapelle Mariä Heimsuchung (Spätbarock, 1720),[7] die über einen Fußweg erreicht werden kann, jedoch nicht zu Samerberg gehört.
- Über Gerstland führen vom Alpenverein empfohlene Wanderwege ins Heuberg-Gebiet sowie nach Duft und nach Nußdorf am Inn.